# Top Western Islands (Torres Strait)
Top Western Islands bezeichnet eine Inselregion im Verwaltungsbezirk Torres Shire des australischen Bundesstaats Queensland. Zum Gebiet zählen einige Torres-Strait-Inseln im Nordwesten der Wasserstraße Torres Strait nahe der Südküste von Papua-Neuguinea.
In der Region Top Western Islands liegen insbesondere die Talbot-Inseln (mit der Hauptinsel Boigu) und die 30 km südöstlich davon gelegenen Inseln Dauan, Saibai und Kaumag sowie die 25 km südlich gelegene Turnagain Island. Auch die etwa 65 bis 100 Kilometer weiter westlich gelegenen unbewohnten Inseln Deliverance Island, Kerr Island und Turu Cay gehören zu den Top Western Islands.